# 甘利正
甘利 正（あまり ただし、1914年（大正3年）10月11日 - 1992年（平成4年）10月12日）は、昭和期の政治家、農業指導者。位階は正五位。
神奈川県愛甲郡依知村長、神奈川県議会議員（5期）、同議長、衆議院議員（2期）を歴任した。甘利明の父。

## 経歴
神奈川県出身。1934年（昭和9年）東京物理学校（現東京理科大学）2年を修了して中退。1947年（昭和22年）に依知村（現厚木市）村長に当選して1期務めた後、1951年（昭和26年）に愛甲郡から神奈川県議会議員に当選し5期在任した。この間、1960年（昭和35年）6月から1年間、県議会議長の職にあった。その他、全国都道府県議長会会長代行、自民党神奈川県議団長、同党県連幹事長、同副会長なども務めた。村長や県議会議員として公共の福祉に奉仕して地方自治の発展に寄与したとして1971年（昭和46年）、藍綬褒章受章。
国政へは、第32回衆議院議員総選挙・第33回総選挙に自由民主党公認で立候補するもののいずれも落選。その後、1976年（昭和51年）の第34回総選挙を前に新自由クラブが結成されるとこれに参加し、同党公認候補として初当選。その後、途中1回の落選を挟み2期務め、建設委員会委員、新自由クラブ総務委員長を歴任。1983年（昭和58年）に政界からの引退を表明し、秘書を務めていた子息の明に地盤を譲った。
1984年（昭和59年）11月の秋の叙勲で勲三等に叙され、旭日中綬章を受章する。
その他、全国農業会議所理事、神奈川県農業会議議長、同県養蚕農業協同組合連合会長、同県園芸協会長なども務めた。
1992年10月12日。死去した。78歳没。同月20日、特旨を以て位記を追賜され、死没日付をもって正五位に叙された。同年11月4日、厚木市名誉市民となる。

## 国政選挙歴
- 第32回衆議院議員総選挙（神奈川県第3区、1969年12月、自由民主党公認）落選[7]
- 第33回衆議院議員総選挙（神奈川県第3区、1972年12月、自由民主党公認）次点落選[8]
- 第34回衆議院議員総選挙（神奈川県第3区、1976年12月、新自由クラブ公認）当選[8]
- 第35回衆議院議員総選挙（神奈川県第3区、1979年10月、新自由クラブ公認）次点落選[8]
- 第36回衆議院議員総選挙（神奈川県第3区、1980年6月、新自由クラブ公認）当選[12]